# Robert Crégut
Robert Crégut, né le 9 mai 1924 à Paris 10e et mort le 21 novembre 1996 à Garches, est un poète français.

## Biographie
À peine âgé de vingt ans, il envoie ses premiers textes à différentes revues littéraires françaises dont les cahiers Messages dirigé par Jean Lescure qui publieront en 1946 Feux de positions. Ce sera là le premier texte publié de cet auteur discret, qui rencontrera à cette occasion l'artiste Raoul Ubac, membre du comité de lecture de la revue, et avec lequel Crégut restera en amitié. Bientôt, d'autres publications en revue permettent au jeune homme de lier connaissance avec nombre d'intellectuels de l'époque : Jean-Paul Sartre qui l'accueille aux Temps Modernes en juillet 1947 et fait de lui l'un des rares poètes inscrits au catalogue de cette revue ; également Michel Fardoulis-Lagrange pour sa revue Troisième convoi, Maurice Roche pour sa revue Éléments, Jean Ballard pour Les Cahiers du Sud, Bruno Durocher pour la revue Caractères et enfin André Frénaud, Benjamin Péret et André Breton lequel, dès 1949, l'encourage très vivement.
Péret fait alors publier deux poèmes de Crégut qualifiés "d'une rare violence" dans la revue surréaliste NEON codirigée par Sarane Alexandrian : Bras croisés et Taisez-vous. En 1952, l'éditeur François Di Dio publie son premier ouvrage, La Tête froide accompagné de photographies d'Édouard Boubat. L'ouvrage est salué par Michel Leiris qui, par la suite, entretiendra une correspondance avec l'auteur.
Puis, pendant plus de quinze ans, Crégut s'éclipse : passionné de voitures de sports, il écrit pour des magazines automobiles, puis entreprend des recherches sur les arts plastiques. Il s'attelle aussi à un grand projet romanesque (inédit à ce jour).
En 1968, Crégut retrouve François Di Dio qui publiera au Le Soleil Noir un recueil de nouvelles poétiques, Le trou de serrure, accompagné d'estampes signées Raoul Ubac. L'une de ses nouvelles, La corrida sera reprise dans une "anthologie d'auteurs oubliés" en 2007.
Une longue dépression met fin à son écriture.
Il meurt le 21 novembre 1996 à Garches, dans un établissement spécialisé dans la prise en charge de la maladie d'Alzheimer.

## Publications
- Revue Espace[3], Clermont-Ferrand, 1946
- "Feux de position", Messages, 1946, I-II
- "Poèmes décharnés", Les Temps Modernes, no 22, juillet 1947
- "Modernité", Les Temps Modernes, no 33, juin 1948
- Revue Troisième Convoi, no 5, 1951 (rééd. en fac-similé, Farrago, 1998)
- "L'Idiot de la ville", Les Cahiers du Sud, no 304, 1950
- "De la musique pour les sourds", Éléments, janvier 1951
- "La tête froide", illustré de huit photographies de Edouard Boubat, Le soleil noir, 1952
- "Le trou de serrure", illustré par Raoul Ubac, Le soleil noir, 1968
- "L'appelé", Feudon-Béarn, 1981
- "La corrida" rééditée dans Perdus/Trouvés. Anthologie de littérature oubliée, Édit. Monsieur Toussaint Louverture, 2007, p. 401